# 3 Pułk Huzarów (austro-węgierski)
Pułk Huzarów Grafa von Hadika Nr 3 (HR. Nr. 3) – pułk kawalerii cesarskiej i królewskiej Armii.

## Historia pułku
Data utworzenia: 1702 rok.
W latach 40. sztab pułku działał w Sáros-Patak.
W 1888 roku pułk otrzymał „na wieczne czasy” imię marszałka polnego Andreasa Hadika von Futak (1710–1790).
Kolejnymi szefami pułku byli:
- FM arcyksiążę Ferdynand Karol Józef Habsburg-Este (1794 – †5 XI 1850),
- książę Bawarii Karol Teodor Maksymilian(inne języki) (1850 – 1866),
- GdK Ludwig von Folliot de Crenneville (1867 – †21 IV 1876)[1].

W 1912 roku pułk stacjonował na terytorium 10 Korpusu (sztab w Przemyślu, 1. dywizjon w Gródku Jagiellońskim, 2. dywizjon w Hruszowie) i wchodził w skład 5 Brygady Kawalerii w Jarosławiu.
W 1912 roku pułk został przeniesiony na terytorium 5 Korpusu (sztab pułku razem z 2. dywizjonem do Sopronu, a 1. dywizjon do Neusiedl am See (węg. Nezsider) i włączony w skład 16 Brygady Kawalerii w Bratysławie. Kadra zapasowa pozostała w Aradzie na terytorium 7 Korpusu, z którego pułk otrzymywał uzupełnienia.
Żołnierze nosili attylę ciemnoniebieską, a guzy do pętlic („oliwki”) były złote; czako –  białe.

## Organizacja pokojowa pułku
- Komenda
- pluton pionierów
- patrol telegraficzny
- Kadra Zapasowa
- 1. dywizjon
- 2. dywizjon

W skład każdego dywizjonu wchodziły trzy szwadrony liczące 117 dragonów. Stan etatowy pułku liczył 37 oficerów oraz 874 podoficerów i żołnierzy.

## Komendanci pułku
- płk Johann Ostermuth (– 1912 → komendant 12 Brygady Kawalerii)
- ppłk / płk Fridrich von Kirsch (1912 – 1914[1])